# Marder (véhicule de combat d'infanterie)
 (octobre 2022).
Si vous disposez d'ouvrages ou d'articles de référence ou si vous connaissez des sites web de qualité traitant du thème abordé ici, merci de compléter l'article en donnant les références utiles à sa vérifiabilité et en les liant à la section « Notes et références ».
Pour les articles homonymes, voir Marder.
Le Marder (« martre » en français) est un véhicule de combat d'infanterie ouest-allemand entré en service au tout début des années 1970.

## Historique et développement
Si le Hispano-Suiza Schützenpanzer Lang HS.30 de conception helvétique s'est avéré être un blindé approprié au rôle de véhicule de combat d'infanterie au sein des panzergrenadiers de la Bundeswehr nouvellement formée, il n'en était pas moins entravé par des défauts de conception. En 1959, alors que le HS.30 venait d'entrer en service, le personnel de l'École des forces blindées de Munster (actuellement, centre d'entraînement des véhicules blindés) rédigea un cahier des charges visant à la création d'un Schützenpanzer "Gruppe" (véhicule de combat d'infanterie) devant évoluer au côté du futur char de combat Leopard 1. Les deux sont conçus pour avoir un niveau de mobilité et de protection similaire.
Un appel d'offres portant sur la construction de sept prototypes de première génération fut lancé en janvier 1960. Deux groupes industriels répondirent à l'appel d'offres :
- le Rheinstahl Group, comprenant Rheinstahl/Witten, Rheinstahl-Hanomag/Hanovre et le bureau d'études Warnecke ;
- Henschel AG / MOWAG.

Deux prototypes de première génération furent construits par Henschel entre 1960 et 1961, trois par le Rheinstahl Group (Hanomag) entre 1960 et 1962 et deux par MOWAG. Ces prototypes de véhicule de combat d'infanterie pesaient 16 tonnes et leur conception avait été influencée par le HS.30. Le moteur était monté en position arrière-droite, derrière la tourelle, la boîte de mécanismes était montée à l'avant. Un couloir longeant le compartiment moteur menait à une rampe d'accès située à l'arrière gauche de la caisse.
Les essais des prototypes de deuxième génération commencèrent à partir de 1963. Ils se démarquaient de la première génération de prototypes par leurs groupes motopropulseurs montés à l'avant du châssis. Cette disposition permettait de libérer un volume sous blindage conséquent à l'arrière de l'engin et l'installation d'une rampe d'accès.
Les prototypes de troisième génération furent testés en 1965, ils se démarquaient de ceux de deuxième génération par leurs mitrailleuses montées sur des tourelleaux téléopérés.
En 1966, le prototype RU 362 de chez Hanomag fut doté d'une nouvelle tourelle biplace Wegmann, cette dernière avait la particularité d'avoir son canon mitrailleur de calibre 20 mm monté en superstructure, permettant de réduire la masse par rapport à une tourelle conventionnelle. Le RU 362 se démarquait aussi des prototypes de deuxième génération par l'emploi d'un train de roulement à six galets de roulement. MOWAG se retira du projet (appelé alors Schützenpanzer Neu) en 1968 et le développement fut achevé par la société Thyssen Industrie AG Henschel établie à Cassel.

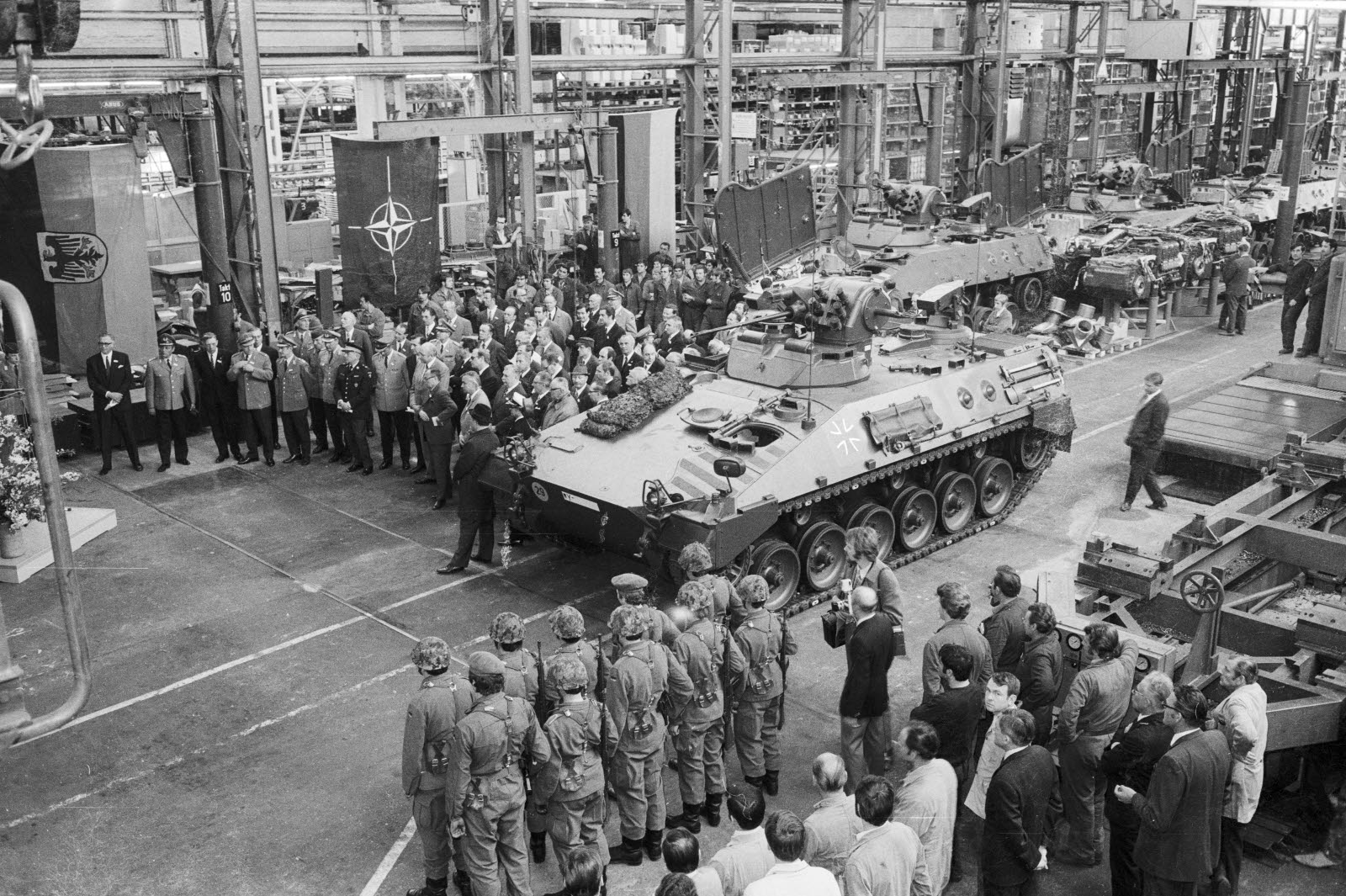
Maschinenbau Kiel AG (MaK) livrant le premier Marder à la Bundeswehr, le 7 mai 1971.

Dix exemplaires de présérie furent construits entre octobre 1968 et mars 1969 afin d'être évalués dans des unités opérationnelles. Pour réduire les coûts de production, le tourelleau téléopéré fut simplifié et les flancs furent dotés de sabords de tir dotés de rotules blindées sphériques.
L'utilisation de la boîte de mécanismes Renk HSWL 194, moins haute que les précédentes, permit d'augmenter l'incidence du glacis de l'engin dont la masse atteignait désormais 26,5 tonnes.
En 1971, une commande de 2 136 exemplaires fut passée, 1 161 allaient être construits par Rheinstahl AG à Cassel et les 975 autres par la MaK à Kiel. Le Schützenpanzer Neu entra en service dans la Bundeswehr le 7 mai 1971, une cérémonie eut lieu le même jour au cours de laquelle il reçut le nom de baptême de Marder (« martre » en français).
La version de transport de troupes (6 hommes en plus des 3 hommes d'équipage) est construite jusqu'en 1975, les derniers exemplaires des autres versions dont celle du véhicule blindé antiaérien FlaRakPz 1 armés de missiles Roland (144 unités) le sont jusqu'en 1983.
Leur coût unitaire en 1974 est estimé à 882 000 dollars américains (
4572474 dollars actuels).
Il a été employé au combat en Afghanistan par le contingent allemand de l'ISAF.
Le véhicule a été amélioré au cours de sa longue carrière et a eu plusieurs standards.
Les modernisations en cours en 2020 sur une partie de la flotte concernent l’emploi de MELLS (Mehrrollenfähiges Leichtes Lenkflugkörper-System) ou système de missile antichar léger intégré de missiles antichars Spike à la place de missiles Milan depuis 2018, l'installation de 260 viseurs Saphir 2.6MK, de 170 systèmes de vision nocturne de pilotage Spectus II fabriqués par Hensoldt ainsi que la fourniture et l'installation de caméra de recul entre 2021 et 2023,.
Il commence à être remplacé depuis 2010 par son successeur, le Puma, livré à 350 exemplaires.

## Caractéristiques techniques

### Armement

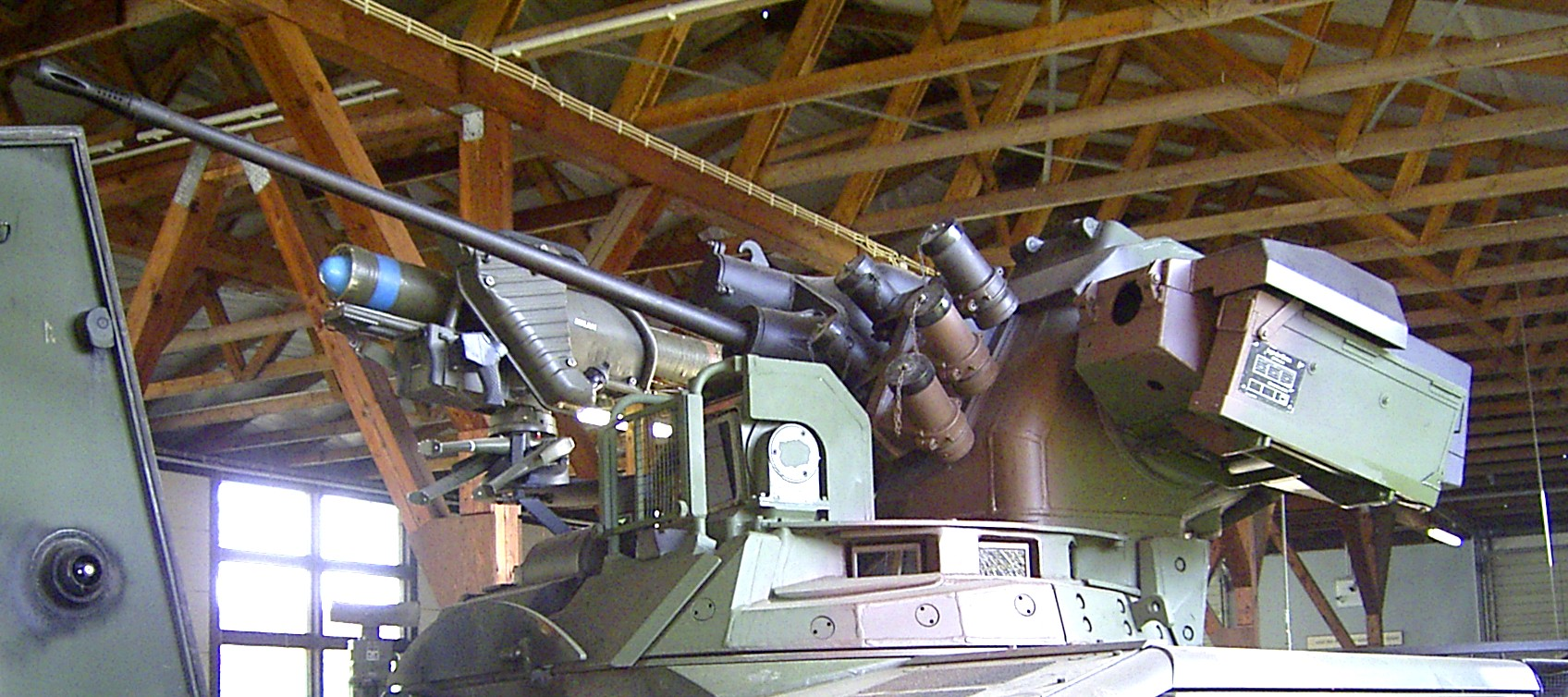
La tourelle d'un Marder 1A3, on aperçoit tout à droite le boîtier vide abritant normalement la mitrailleuse coaxiale MG 3A1.

L'armement principal du Marder consiste en un canon mitrailleur Rheinmetall Mk 20 Rh-202 (en) d'un calibre de 20 mm.
Le canon est situé sur un affût blindé reposant sur le toit de la tourelle, il est pointé à l'aide de deux moteurs électro-hydrauliques. Le canon possède un débattement en site compris entre −17° et +65°.
Depuis la version 1A1 A du Marder, le canon possède un système de double alimentation, lui permettant d'être alimenté à la fois par une bande de 170 obus perforants et par une bande de 330 obus explosifs incendiaires. 200 obus perforants et  550 obus explosifs incendiaires supplémentaires sont rangés dans des boîtes sous le panier de la tourelle.

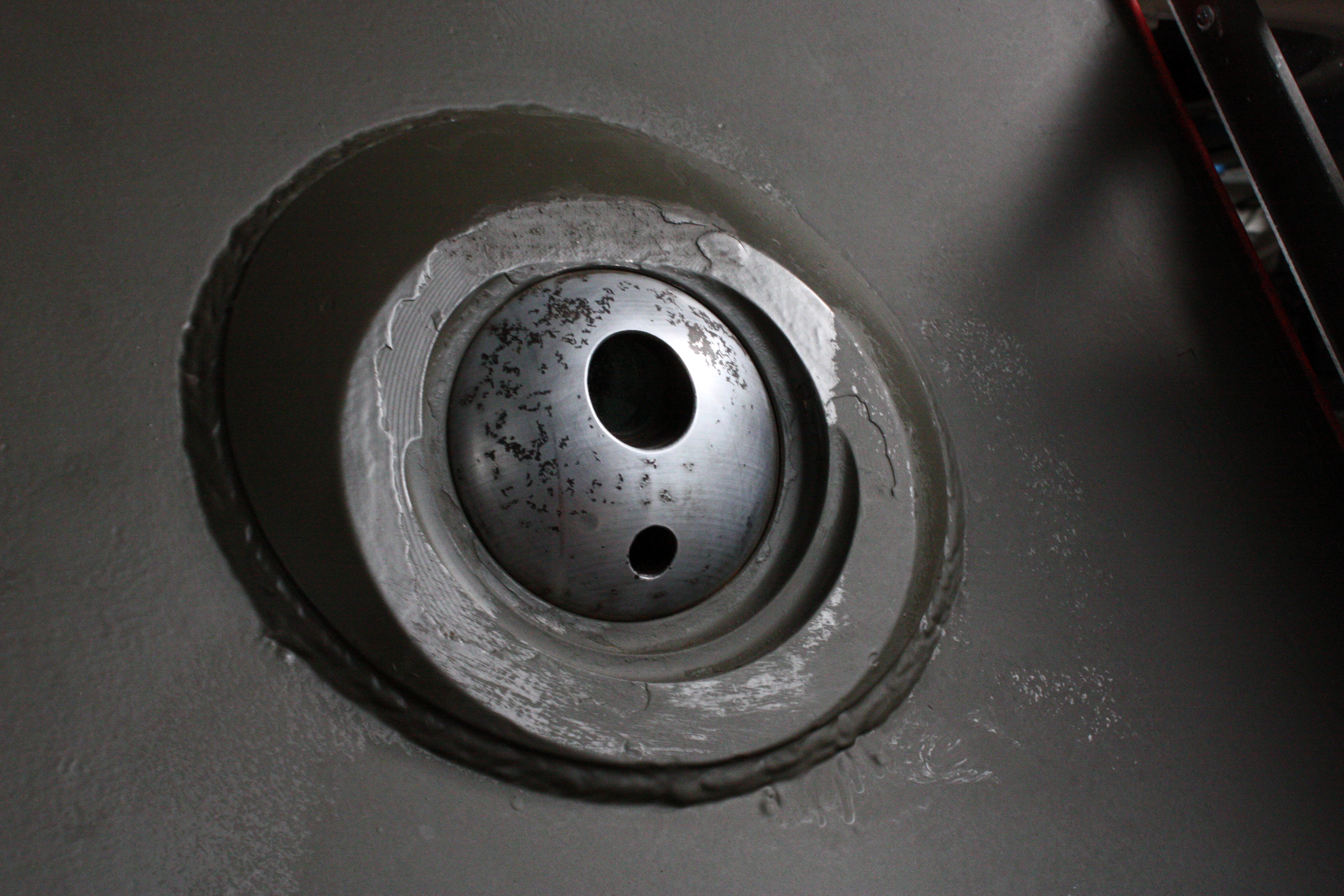
Une des quatre rotules permettant aux fantassins embarqués d'employer leurs armes tout en restant à l'intérieur du véhicule. Elles ne furent présentes que sur les versions 1A1 et 1A2 du Marder.

Une mitrailleuse coaxiale MG 3A1 chambrée en 7,62 × 51 mm OTAN vient compléter l'armement principal, elle est approvisionnée par une bande de 500 cartouches, 3 000 cartouches supplémentaires sont embarquées.
Depuis 1975, un poste de tir pour missile antichar Milan est monté à côté de la trappe du chef d'engin. Quatre missiles sont rangés à l'intérieur du Marder. Six lance-pots fumigènes de 76 mm sont montés sur la tourelle, à gauche du canon mitrailleur.

### Moyens d'observation et conduite de tir
Le chef d'engin, assis à droite dans la tourelle, dispose de :
- une lunette monoculaire Carl Zeiss PERI Z11A1 qui possède deux grossissements : ×2 et ×6 ;
- un moniteur TV qui recopie l'image observée par le viseur thermique du tireur (sur les versions équipées du viseur PERI-Z59 (WOE)) ;
- huit épiscopes pour l'observation directe aux abords du véhicule.

Le tireur, assis à gauche dans la tourelle, dispose de :
- un viseur périscopique Zeiss PERI Z16 ;
- un viseur PERI Z59 à amplification de lumière résiduelle pour le tir de nuit ;
- un viseur PERI-Z59 (WOE) intégrant une caméra thermique WBG-X (Marder 1A1 A2, Marder 1A2, 1A3, 1A4 et 1A5) ;
- trois épiscopes pour l'observation directe aux abords du véhicule.

### Blindage

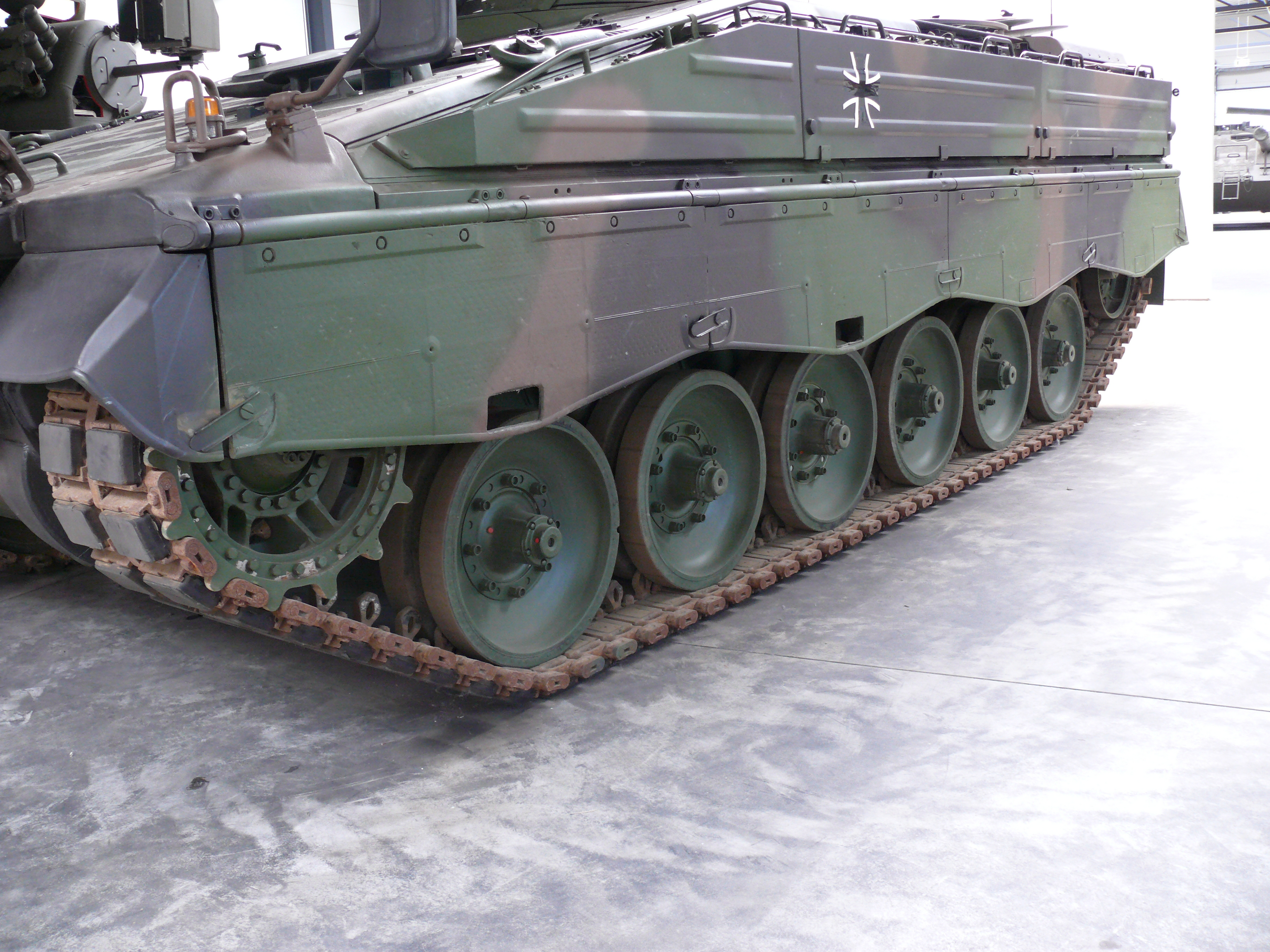
Le train de roulement du Marder 1A3 est protégé par des jupes latérales faites de fines plaques d'acier multi-perforées recouvertes de caoutchouc.

La caisse et la tourelle du Marder sont faites en un assemblage de tôles d'acier à blindage d'une épaisseur comprise entre 11 mm et 32 mm. Ces épaisseurs sont suffisantes pour stopper, sur l'arc frontal, des balles perforantes-incendiaires de 14,5 mm ou des obus de 23 mm du même type. Les flancs ont une épaisseur suffisante pour stopper, à bout portant, des balles perforantes de 7,62 mm OTAN sous incidence nulle.
Afin de se protéger des tirs du BMP-2 entré en service en 1980, les versions 1A3, 1A4 et 1A5 du Marder sont recouvertes d'un blindage rapporté supplémentaire comprenant des tôles d'acier de haute dureté de 8 mm à 15 mm montées sur des plots en caoutchouc. L'arc frontal est désormais capable de résister à des obus sous-calibrés à sabot détachable de 25 mm tirés à une distance de 200 m ou à des obus sous-calibrés 20 mm DM43 tirés à bout portant.
Le Marder, particulièrement dans sa version A3, est un des véhicules de combat d'infanterie les plus grands et les plus lourds de son temps. Son équivalent soviétique, le BMP-1, est plus léger et moins blindé.

### Mobilité

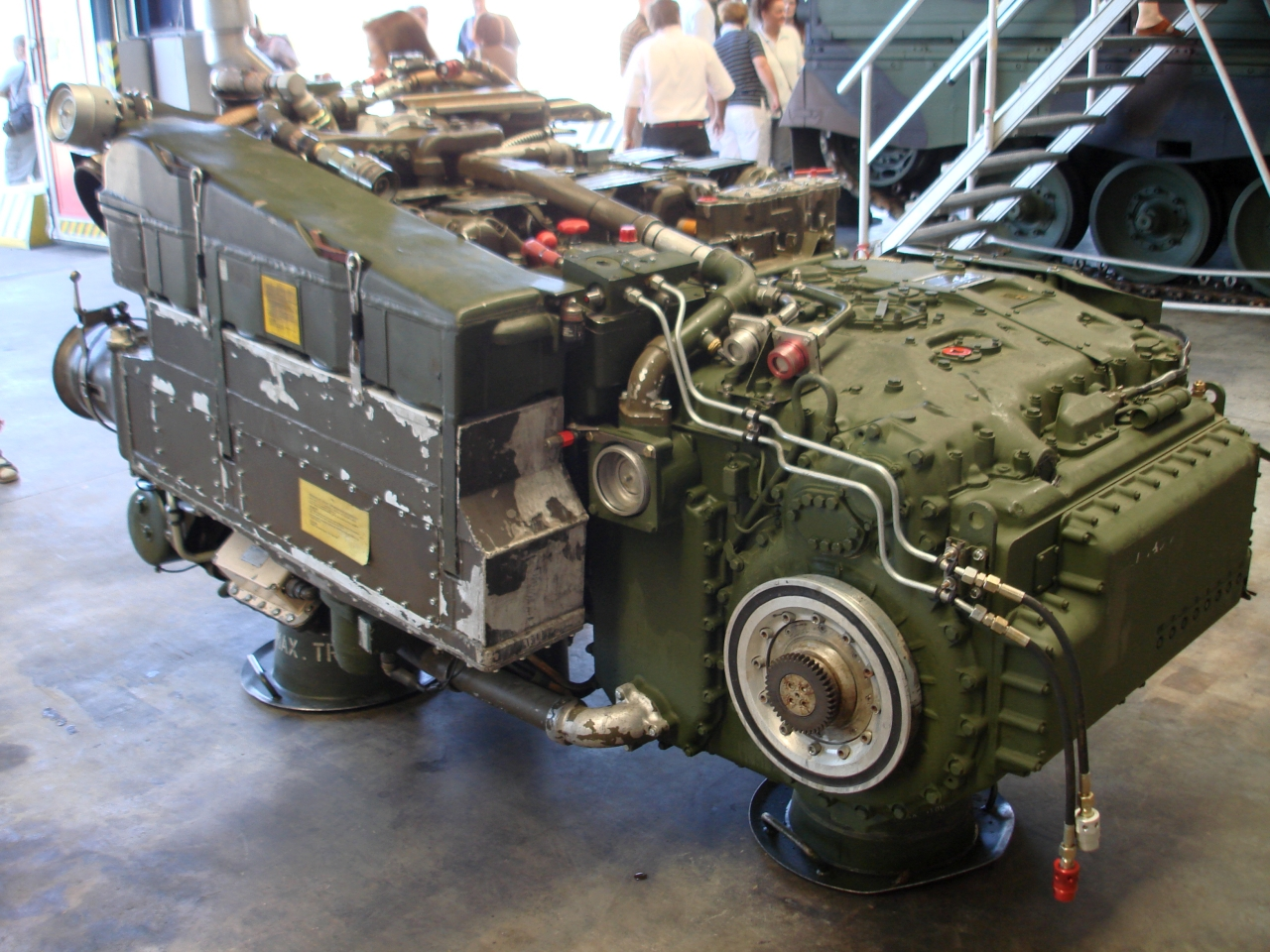
Le groupe motopropulseur du Marder après dépose.

Le Marder possède un moteur V6, Diesel, à refroidissement liquide MB 833 Ea-500 conçu et fabriqué par la firme MTU. Il possède une cylindrée de 22,4 litres et est suralimenté par deux compresseurs centrifuges montés en parallèle et entraînés par le vilebrequin.
Il développe une puissance maximale de 600 chevaux à un régime de 2 200 tr/min, et le couple maximal 2 020 N m est atteint au régime de 1 600 tr/min. Il possède un taux de compression de 19,5:1 et un poids à sec de 1 250 kg.

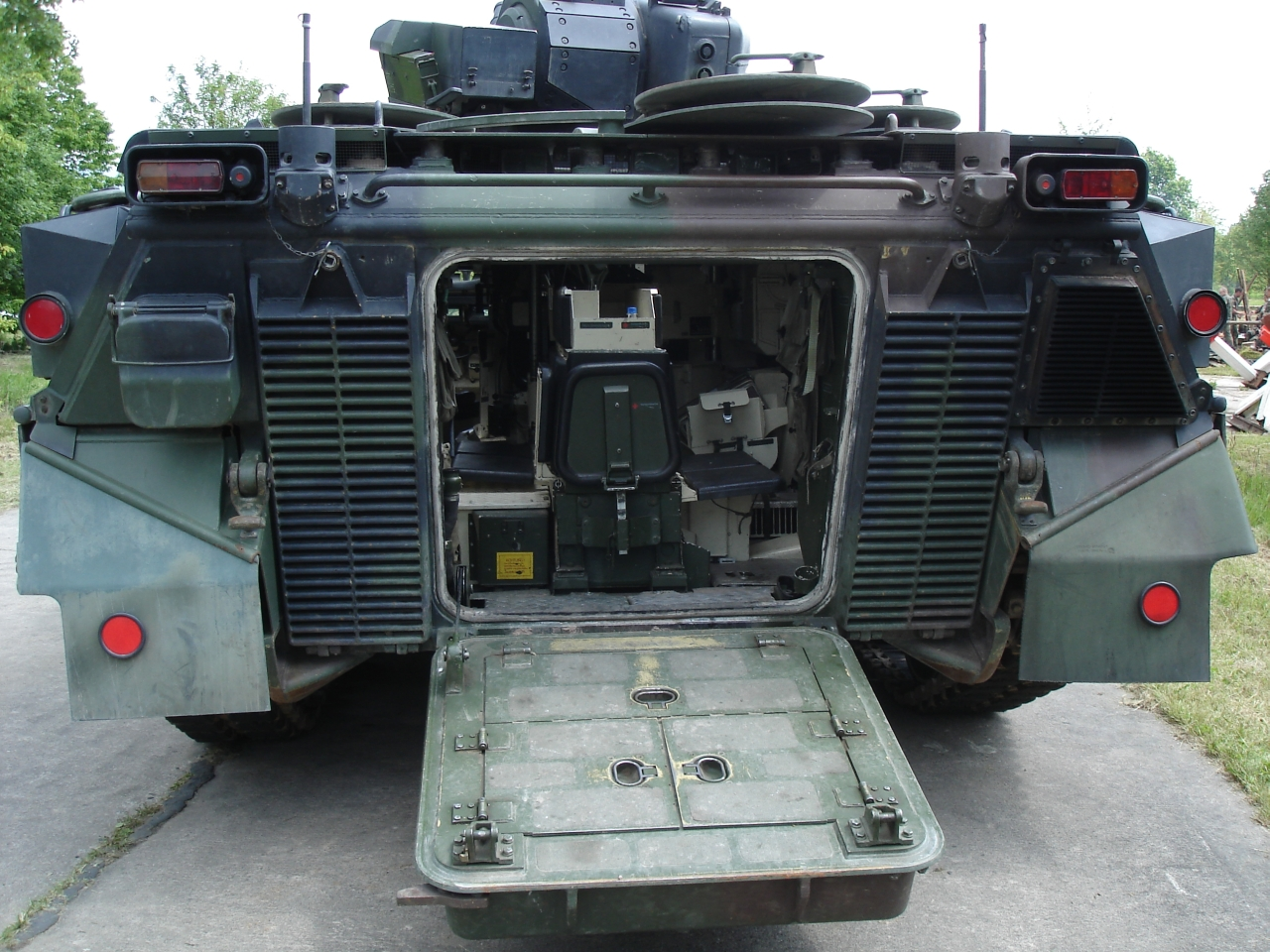
Le regroupement à l'arrière des radiateurs et du pot d'échappement permet de protéger ceux-ci des tirs venant de l'avant tout en réduisant la signature infrarouge frontale du Marder.

La boîte de mécanismes Renk (en) HSWL 194 comprend une boîte de vitesses automatique possédant quatre vitesses en marche avant et quatre en marche arrière. Il possède une direction assistée utilisant un groupe hydrostatique de direction (GHD). Elle intègre également des freins à disque et ralentisseur hydrocinétique pour les freinages d'urgence. Son poids à sec est de 1 250 kg.
Le moteur MB 833 Ea-500 est accouplé à la boîte de mécanismes HSWL 194 pour former le groupe motopropulseur (GMP). En dépit du fait que ce dernier soit monté à l'avant, l'ensemble de ses radiateurs et son pot d'échappement sont montés à l'arrière de la caisse afin de diminuer la signature thermique à l'avant.

### Équipage
Trois personnes conduisent le Marder, qui peut embarquer six fantassins à l'arrière du véhicule. Les versions équipées d'un lance-missiles n'ont la place que pour cinq soldats au lieu de six.

## Versions
- Marder 1A1 A : installation d'un système de double alimentation pour le canon mitrailleur de 20 mm sur 1112 Marder entre 1979 et 1982.
- Marder 1A1 A (+) : 674 Marder 1A1 A équipés d'un viseur nocturne PERI Z 59 à amplification de lumière résiduelle ainsi que de détecteurs d' infrarouges.
- Marder 1A1 A (-) : 350 Marder Marder 1A1 A (+) dépourvus du viseur PERI Z 59.
- Marder 1A1 A2 : Marder 1A1 A (+) dont le tourelleau téléopéré a été démonté. Ils reçurent la caméra thermique WBG-X entre 1989 et 1998.
- Marder 1A2 : installation d'une caméra thermique WBG-X du Leopard 2 dans le viseur du tireur, démontage du tourelleau téléopéré. 1 450 Marder 1A1 A et Marder 1A1 A (-) sont modernisés au standard 1A2 entre 1983 et 1991.
- Marder 1A3 : ajout d'un surblindage constitué de plaques d'acier de haute dureté. Pour compenser le poids supplémentaire du blindage, la suspension est équipée de nouvelles barres de torsion, plus solides et le ratio des réducteurs est modifié pour que le Marder conserve une bonne accélération. Ajout d'un deuxième circuit de freinage. Les nouvelles plaquettes de frein sont dépourvues d'amiante. La mitrailleuse coaxiale de calibre 7,62 mm est désormais montée dans un boîtier blindé à gauche du canon mitrailleur. Installation de nouvelles radios SEM 70/80/90[12].
- Marder 1A4 : 26 Marder convertis en véhicules de commandement. Ils possèdent des radios longue portée SEM 93.
- Marder 1A5 : Marder 1A3 dont la protection contre les mines et les EEI a été considérablement accrue. Il est également équipé de nouvelles jupes latérales, de nouveaux coffres de rangement de lot du bord et de nouvelles chenilles, plus larges.
- Marder 1 A5 A1 : Marder 1A5 équipé d'une climatisation, d'un brouilleur d'EEI et d'un camouflage multispectral.

## Opérateurs
- Allemagne : 370[13]
- Ukraine : l'Allemagne a annoncé la livraison de 140 Marder entre novembre 2022 et janvier 2023 ; en service dans les 225e et 33e bataillons d'assaut, la 100e brigade mécanisée, la 82e brigade d'assaut aérien, la 25e brigade aéroportée[13].
- Chili : 280[3]
- Indonésie : 50[3]
- Jordanie : 50[3]

## Galerie

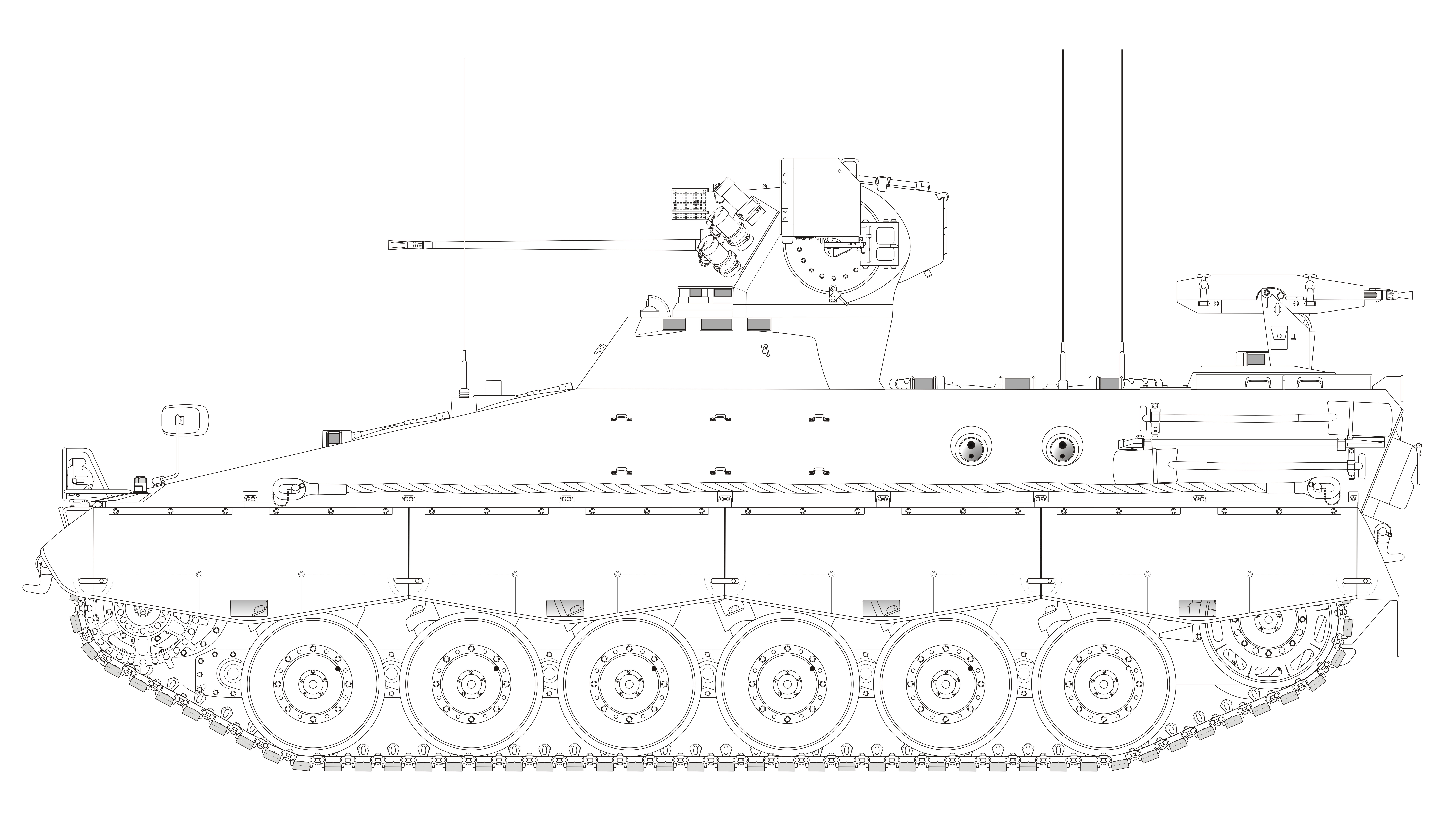
Les premières versions du Marder possédaient un tourelleau téléopéré monté à l'arrière du compartiment des troupes.
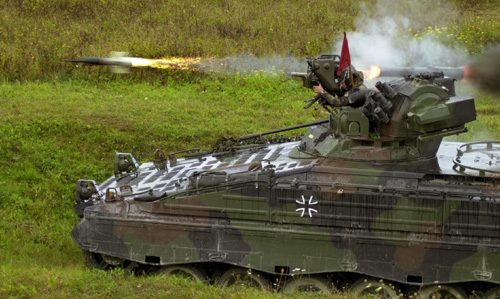
Un véhicule de combat d'infanterie Marder 1A3 d'un bataillon de Panzergrenadier tirant un missile Milan en 2004.
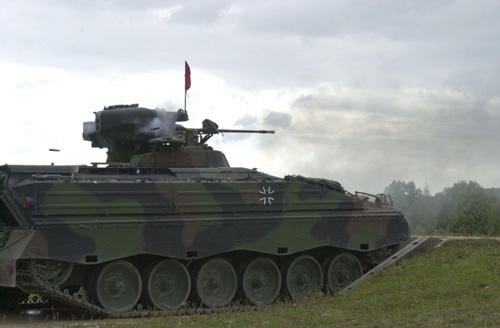
Tir du canon mitrailleur de 20 mm d'un Marder 1A3 en 2004.